# 223950 Mississauga
223950 Mississauga este un asteroid din centura principală de asteroizi.

## Descriere
223950 Mississauga este un asteroid din centura principală de asteroizi. A fost descoperit pe 9 decembrie 2004 la Observatorul Jarnac din Vail-Jarnac. Asteroidul prezintă o orbită caracterizată de o semiaxă mare de 3,24 ua, o excentricitate de 0,06 și o înclinație de 8,8° în raport cu ecliptica.